# Voo Varig 850
O Voo Varig 850 (ICAO: Varig 850) foi uma rota comercial internacional operada pela empresa aérea brasileira Varig que partia do Aeroporto Internacional Salgado Filho, em Porto Alegre, com destino ao Aeroporto Internacional JFK, em Nova York, EUA, com escalas previstas em São Paulo, Rio de Janeiro, Belém, Ciudad Trujilo (atual Santo Domingo) e Miami.
Em 14 de agosto de 1957, esse voo partiu de Porto Alegre para cumprir a rota prevista. No final da manhã de 16 de agosto de 1957, 50 minutos após a decolagem do Aeroporto Internacional de Ciudad Trujillo-General Andrews, na República Dominicana, com somente os 11 tripulantes, os pilotos foram obrigados a realizar um pouso de emergência no Oceano Atlântico, depois de perderem os motores nº 3 e nº 4 da aeronave, que já havia decolado sem o motor nº 2. Com o pouso no mar, a cauda se desprendeu do avião, resultando no desaparecimento de um comissário.

## Antecedentes
O Voo Varig 850 era operado por um Lockheed Constellation, prefixo PP-VDA, o primeiro avião quadrimotor desse modelo da companhia e cujo primeiro voo tinha sido realizado dois anos antes.
Em 14 de agosto de 1957, o voo pilotado pelo Cmte. Geraldo Knipling decolou do aeroporto Internacional Salgado Filho, em Porto Alegre, com destino a Nova York, EUA, com escalas previstas em São Paulo, Rio de Janeiro, Belém, Ciudad Trujilo e Miami.
Às 2h de 16 de agosto de 1957, logo após a decolagem de Belém subitamente o motor nº 2 (lado esquerdo) perdeu potência, obrigado a tripulação a cortá-lo e acionar o “passo bandeira” para reduzir o arrasto. Apesar do incidente, a tripulação realizou normalmente a escala prevista no Aeroporto Internacional de Ciudad Trujillo-General Andrews, em Santo Domingo, República Dominicana. Nessa localidade a companhia acomodou os passageiros em outros voos.
Por designação da companhia aérea, decolaram às 11h00 de 16 de agosto de 1957 para realizar o translado da aeronave aos EUA, rumo ao aeroporto internacional de Miami, somente com os 11 tripulantes e com o motor defeituoso ainda embandeirado. Segundo relatos do Cmte. Knipling em seu livro, onde narrou toda a história, ele precisou utilizar a pista toda para a decolagem e teve dificuldades para alcançar altitude de cruzeiro por conta da falta daquele motor.

## Pouso forçado no Atlântico
Após 50 minutos, a 3.000 metros já próximo da altitude de cruzeiro, o motor nº 4 disparou e na sequência a sua hélice bem como a parte frontal do motor se desprendeu da aeronave e os destroços atingiram o motor nº 3 logo ao lado, resultando ainda em um incêndio, que foi rapidamente controlado pela tripulação.
Contudo, com apenas o motor nº 1 em atividade, o avião foi gradativamente perdendo altitude e os pilotos, sem aeródromo ao seu alcance e sem outra alternativa, decidiram realizar um pouso de emergência no mar, numa posição situada a cerca de 500 metros da costa de Cabarete, distrito da cidade de Sosúa, província de Puerto Plata, norte da República Dominicana. O pouso forçado foi relativamente bem sucedido, mas a cauda se desprendeu da aeronave, resultando no desaparecimento no mar de um dos comissários.
O avião afundou em poucos minutos, em uma profundidade de 40 metros, e a tripulação foi resgatada por moradores locais e posteriormente foram levados para a Ciudad Trijilo.